# Film o filmu
Film o filmu je filmový žánr, který se věnuje dokumentaci tvorby filmu nebo televizního seriálu. Vzniká zpravidla během tvorby audiovizuálního díla, nebo pracuje se záběry, které během ní byly pořízeny. Filmy o filmu mohou sloužit také ke vzdělávacím účelům v rámci teorie filmu.